# Grottes de Beatrice Cenci
Les grottes de Beatrice Cenci est un complexe de grottes naturelles d'origine karstique située dans la commune de Cappadocia, province de L'Aquila dans les Abruzzes,.
Elles tirent leur nom de Beatrice Cenci, une aristocrate romaine exilée à la fin du XVIe siècle dans la localité de Petrella Salto, souvent confondue par les historiens locaux avec Petrella Liri, frazione de Cappadocia.

## Historique
Les grottes, déjà connues depuis l'Antiquité, ont été explorées et décrites en 1892 par l'architecte et historien romain Ignazio Carlo Gavini qui, avec le randonneur Giovanni Voltan, fut le premier à explorer la cavité karstique. La première excursion fut organisée le 11 mai 1905 par Guido Cora, fondateur l'année précédente du Circolo Speleologico Romano. À l'entrée et à l'intérieur de la cavité, dans un secteur d'environ 300 m2, ont été découverts des fragments d'ex-voto de l' époque italique et romaine, des éléments céramiques appartenant au Néolithique et d'autres découvertes zoo-archéologiques datant de l'Âge du bronze.
La cavité la plus étroite de l'Ovìdo (Ovìto), également déjà connue, a été explorée pour la première fois entre 1924 et 1926 et, après la Seconde Guerre mondiale, à la fin des années 1950, comme l'a rapporté la réorganisation des cadastres des grottes du Latium, des Abruzzes et du Molise, du géologue et paléontologue Aldo Giacomo Segre.
La valorisation à des fins touristiques et, en même temps, la protection environnementale du complexe karstique ont commencé dans la seconde moitié des années 1970 grâce à la communauté de montagne Marsica 1 et à la région des Abruzzes. En 1989, les ingénieurs Luigi Morelli et Altero Leone ont créé le premier itinéraire touristique et spéléologique reliant la grotte Beatrice Cenci, la cavité Ovìdo di Verrecchie, les grottes Cola I et Cola II et le gouffre d'Otre.
Depuis 2005, le site de référence d'intérêt communautaire est celui du Mont Aurunzo.

## Description
La grotte Beatrice Cenci s'ouvre à 1 039 m  d'altitude dans la zone montagneuse de Petrella Liri où se trouvent les sources de la rivière Liri. Le complexe spéléologique est relié à la grotte d'Ovìdo (Ovìto) de Verrecchie, aux deux cavités Cola I et Cola II, à la petite grotte de La Dama, située dans la vallée de Crocicchia, et au gouffre d'Otre (appelé localement j'Ote) où la rivière Imele coule puis réapparaît près de Tagliacozzo à la résurgence de Capacqua (dite résurgence d'Imele).
Dans cette zone de l'ouest de Marsica, il existe d'autres grottes d'intérêt spéléologique telles que celles de Cervo et Ovìto à Carsoli, les grottes de Luppa à Sante Marie et dans la zone voisine du Latium de Pescorocchiano, les grottes du Val de' Varri.